# Lambda 8300
 For alternative betydninger, se Lambda. (Se også artikler, som begynder med Lambda)
Lambda8300 var en mikrocomputer fra Lambda Electronics Limited. Maskinen var en klon af Sinclair ZX81 og havde gummitaster – lidt ligesom ZX Spectrum. Desuden var der højttaler og kommandoer til at lave lyde. I forhold til ZX81 var mængden af RAM fordoblet til 2 KB.
| Hardware | Spire Denne artikel om computere og anden hardware er en spire som bør udbygges. Du er velkommen til at hjælpe Wikipedia ved at udvide den. |